# 13658 Sylvester
13658 Sylvester (1997 FB) là một tiểu hành tinh vành đai chính được phát hiện ngày 18 tháng 3 năm 1997 bởi P. G. Comba ở Prescott.